# Тете (місто)
Те́те (порт. Tete, МФА: [ˈte.tɨ]) — місто в Мозамбіку. Чисельність населення міста становить 152 909 осіб (на 2007). Клімат в місті жаркий з підвищеною вологістю повітря.

## Назва
- Те́те, або Те́ти (порт. Tete, МФА: [ˈte.tɨ][1]) — сучасна назва.

## Географія
Лежить в нижній течії річки Замбезі, на плато висотою до 500 метрів на правому березі річки.

### Клімат
Місто знаходиться у зоні, котра характеризується кліматом помірних степів та напівпустель. Найтепліший місяць — жовтень із середньою температурою 29.4 °C (85 °F). Найхолодніший місяць — липень, із середньою температурою 21.1 °С (70 °F).
| Клімат Тете             | Клімат Тете | Клімат Тете | Клімат Тете | Клімат Тете | Клімат Тете | Клімат Тете | Клімат Тете | Клімат Тете | Клімат Тете | Клімат Тете | Клімат Тете | Клімат Тете | Клімат Тете |
| Показник                | Січ.        | Лют.        | Бер.        | Квіт.       | Трав.       | Черв.       | Лип.        | Серп.       | Вер.        | Жовт.       | Лист.       | Груд.       | Рік         |
| Абсолютний максимум, °C | 43          | 42          | 42          | 43          | 40          | 38          | 36          | 40          | 43          | 45          | 46          | 43          | 46          |
| Середній максимум, °C   | 35          | 34          | 32          | 33          | 32          | 30          | 28          | 31          | 35          | 38          | 37          | 36          | 33          |
| Середня температура, °C | 27          | 27          | 26          | 26          | 24          | 22          | 20          | 23          | 26          | 29          | 29          | 28          | 25          |
| Середній мінімум, °C    | 20          | 21          | 20          | 20          | 17          | 15          | 13          | 15          | 17          | 20          | 21          | 21          | 18          |
| Абсолютний мінімум, °C  | 7           | 7           | 8           | 11          | 10          | 7           | 7           | 9           | 10          | 10          | 10          | 11          | 7           |
| Норма опадів, мм        | 140         | 120         | 70          | 10          | 0           | 0           | 10          | 0           | 0           | 0           | 30          | 90          | 510         |
| Днів з дощем            | 10          | 9           | 6           | 1           | 0           | 0           | 0           | 0           | 0           | 0           | 2           | 7           | 40          |
| Вологість повітря, %    | 64          | 66          | 67          | 63          | 68          | 69          | 67          | 65          | 57          | 53          | 57          | 61          | 63          |
| ----------------------- | ----------- | ----------- | ----------- | ----------- | ----------- | ----------- | ----------- | ----------- | ----------- | ----------- | ----------- | ----------- | ----------- |
| Джерело: Weatherbase    |             |             |             |             |             |             |             |             |             |             |             |             |             |

## Історія
Тете був заснований арабськими купцями, що підтримували торговельні відносини з центрально-африканської імперією Мономотапа. У 1531 році місто перейшло до рук португальців, які розмістили тут військовий гарнізон. Володіння Тете дозволило Португалії контролювати весь простір вздовж течії Замбезі від Тете і до її впадання в Індійський океан (більше 420 кілометрів по прямій).
У XVIII столітті Тете стає великим містом, місцеперебуванням колоніальної адміністрації і церковних властей. У місті постійно перебувало до 100 солдатів португальської армії; тут будуються кам'яні Кафедральний собор, лікарня, палац губернатора; місто було оточене 3-метровою кам'яною фортечною стіною. У той час Тете був важливим торговим центром, де здійснювалася скуповування золота, слонової кістки і, з 1650 року, рабів. Поблизу Тете перебувала єзуїтська місіонерська станція.
Після здобуття Мозамбіком незалежності в 1975 році і подальшим потім десятиліттями громадянської війни місто Тете прийшло у повний занепад.

## Демографія
| 1986  | 1997   | 2007   | 2010   |
| ----- | ------ | ------ | ------ |
| 56178 | 104832 | 152909 | 169967 |

## Релігія
- Центр Тетівської діоцезії Католицької церкви.

## Транспорт
Через Тете проходять побудовані ще за часів португальського колоніального правління стратегічні шосе, що зв'язують Малаві і Зімбабве з узбережжям Індійського океану. У місті розташований аеропорт Чингозі.